# 난카이 전기 철도 10000계 전동차
난카이 전기 철도 10000계 전동차(일본어: 南海10000系電車)는 1985년부터 1992년부터 운행하고 있는 난카이 전기 철도 사잔의 전동차로 기존의 특별 급행 열차인 시코쿠호를 대체하기 위해 도입했다.
이 차량은 난카이 본선 운행에 투입할 목적으로 제작되었다. 차량 노후화로 인해 2011년부터 난카이 전기 철도 12000계 전동차 도입과 동시에 퇴역하고 있다. 전 편성이 도큐차량제조에서 제조되었다.

## 참고 자료
- (일본어) 난카이 전기 철도 10000계 전동차 - 공식 웹사이트